# سامية مسعد
سامية مصطفى مسعد (1950 - 7 فبراير 2022) هي مؤرخة وأستاذة أكاديمية مصرية، ولدت في القاهرة عام 1950، حصلت على شهادة البكالوريوس من قسم التاريخ في كلية الآداب بجامعة القاهرة عام 1972، حاصلة على شهادة الماجستير عام 1980، والدكتوراه عام 1988 في التاريخ الاسلامي، تقلدت العديد من المناصب في جامعة الزقازيق وجامعة عين الشمس، أشرفت وناقشت العديد من رسائل الماجستير والدكتوراه، ولها مؤلفات ودراسات وأبحاث في التاريخ الإسلامي.

## مناصب وعضوية
- مدرس واستاذ مساعد في قسم التاريخ الإسلامي في كلية الآداب بجامعة الزقازيق.
- أستاذة في كلية التربية جامعة الزقازيق.
- أستاذة في كلية البنات جامعة عين شمس.
- لها عضوية في اتحاد المؤرخين العرب.
- لها عضوية في جمعية الفنون والآداب.

## مؤلفاتها
- التكوين العنصري للشعب الأندلسي وأثره على سقوط الأندلس.
- صور من المجتمع الأندلسي رؤية من خلال أشعار الأندلسيين وأمثالهم الشعبية.[1]
- العلاقات بين المغرب والأندلس في عصر الخلافة الأموية.[2]
- الحياة الاجتماعية والاقتصادية في إقليم غرناطة عصرالمرابطين والموحدين.
- الجهاد ودور المجاهدين فيه من علماء ومتطوعين في العصرالمريني.
- الوراقة والوراقون في الأندلس.[3]
- الحرب والطبيعة في المغرب الأقصى: عصر بني مرين.[4]
- المغاربة ودورهم الثقافي في مصر (عصر سلاطين المماليك).[5]
- دراسات في تاريخ العرب قبل الإسلام
- دراسات في تاريخ الدولة العربية الإسلامية.